# Videospielverfilmung
Eine Videospielverfilmung ist ein auf einem Videospiel basierender Film oder eine videospielbasierte Fernsehserie.

## Geschichte
Ursprünglich wurden als ein Teil des Merchandising von Filmen auch Videospiele produziert, die thematisch mehr oder weniger eng an den Namensgeber der Spiele angebunden waren. Seit Mitte der 1990er Jahre kam es, bedingt durch die wachsende Popularität und den kulturellen Einfluss von Videospielen, auch zu Kooperationen in umgekehrter Richtung: Ein steigender Anteil der Videospiele wird nachträglich entweder direkt als Film umgesetzt oder in von ihnen inspirierten Filmen adaptiert.
Die erste Realverfilmung war 1993 die des von Nintendo publizierten Spiels Super Mario Bros. Obwohl bekannte Schauspieler wie Bob Hoskins, John Leguizamo und Dennis Hopper verpflichtet worden waren, war dieses erste Experiment nicht erfolgreich. Im Zuge der durch die technische Entwicklung möglichen grafischen Verbesserungen und der damit verbundenen Möglichkeiten des „Eintauchens“ in die Welt des Computerspiels sowie der ebenfalls durch die technische Entwicklung bedingten massiven Verbreitung von Computern, mit denen gespielt wurde, sahen immer mehr Filmstudios das Potenzial, von der Popularität der Spiele zu profitieren.

## Zielpublikum
Insbesondere die existierende Fanbasis, die quasi mit der Lizenz „eingekauft“ wurde, kann als Zielgruppe angesehen werden. Bei dieser besteht eine überproportional große Wahrscheinlichkeit, dass sie sich den Film ansehen wird, was das wirtschaftliche Risiko des Films minimiert. Es besteht allerdings die Gefahr, diese Zielgruppe durch starke Abweichung von der Vorlage abzuschrecken.

## Auswahl von Videospielverfilmungen
| Spiel(eserie)                                                                      | Jahr(e)     | Dt. Titel                                      | Originaltitel                                                                                        | Darstellungstechnik        | Veröffentlichungsform |
| ---------------------------------------------------------------------------------- | ----------- | ---------------------------------------------- | --- | -------------------------- | --------------------- |
| Air                                                                                | 2004        | keine Veröffentlichung im deutschen Raum       | AIR                                                                                                  | Zeichentrick               | Fernsehserie          |
| Air                                                                                | 2005        | keine Veröffentlichung im deutschen Raum       | AIR                                                                                                  | Zeichentrick               | Kinofilm              |
| Alone in the Dark                                                                  | 2005        | Alone in the Dark                              | Alone in the Dark                                                                                    | Realfilm                   | Kinofilm              |
| Alone in the Dark                                                                  | 2008        | Alone in the Dark II                           | Alone in the Dark II                                                                                 | Realfilm                   | Direct-to-Video       |
| Angry Birds                                                                        | 2016        | Angry Birds – Der Film                         | The Angry Birds Movie                                                                                | Animationsfilm             | Kinofilm              |
| Angry Birds                                                                        | 2019        | Angry Birds 2 – Der Film                       | The Angry Birds Movie 2                                                                              | Animationsfilm             | Kinofilm              |
| Assassin’s Creed                                                                   | 2009        | Assassin’s Creed: Lineage                      | Assassin’s Creed: Lineage                                                                            | Realfilm                   | Webfilm               |
| Assassin’s Creed                                                                   | 2010        | Assassin’s Creed: Ascendance                   | Assassin’s Creed: Ascendance                                                                         | Realfilm                   | Webfilm               |
| Assassin’s Creed                                                                   | 2011        | Assassin’s Creed: Embers                       | Assassin’s Creed: Embers                                                                             | Animationsfilm             | Webfilm               |
| Assassin’s Creed                                                                   | 2016        | Assassin’s Creed                               | Assassin’s Creed                                                                                     | Realfilm                   | Kinofilm              |
| Autobahn Raser                                                                     | 2004        | Autobahnraser                                  | Autobahnraser                                                                                        | Realfilm                   | Kinofilm              |
| Bible Black                                                                        | 2001–2005   | keine Veröffentlichung im deutschen Raum       | バイブルブラック Baiburu Burakku                                                                     | Zeichentrick               | Direct-to-Video       |
| BloodRayne                                                                         | 2005        | BloodRayne                                     | BloodRayne                                                                                           | Realfilm                   | Kinofilm              |
| BloodRayne                                                                         | 2007        | BloodRayne 2: Deliverance                      | BloodRayne 2: Deliverance                                                                            | Realfilm                   | Direct-to-Video       |
| BloodRayne                                                                         | 2010        | Bloodrayne: The Third Reich                    | Bloodrayne: The Third Reich                                                                          | Realfilm                   | Kinofilm              |
| Castlevania                                                                        | ab 2017     | Castlevania                                    | Castlevania                                                                                          | Zeichentrickfilm           | Fernsehserie          |
| Clannad                                                                            | 2007        | keine Veröffentlichung im deutschen Raum       | クラナド                                                                                             | Zeichentrickfilm           | Kinofilm              |
| Clannad                                                                            | 2007        | keine Veröffentlichung im deutschen Raum       | クラナド                                                                                             | Zeichentrickfilm           | Fernsehserie          |
| Clannad                                                                            | 2008        | keine Veröffentlichung im deutschen Raum       | クラナド 〜AFTER STORY〜                                                                             | Zeichentrickfilm           | Fernsehserie          |
| Clannad                                                                            | 2009        | keine Veröffentlichung im deutschen Raum       | CLANNAD 〜AFTER STORY〜 もうひとつの世界 杏編                                                        | Zeichentrickfilm           | Direct-to-Video       |
| Company of Heroes                                                                  | 2013        | Company of Heroes                              | Company of Heroes                                                                                    | Realfilm                   | Direct-to-Video       |
| Dead or Alive                                                                      | 2006        | D.O.A. – Dead or Alive                         | DOA: Dead or Alive                                                                                   | Realfilm                   | Kinofilm              |
| Dead Rising                                                                        | 2015        | Dead Rising: Watchtower                        | Dead Rising: Watchtower                                                                              | Realfilm                   | Direct-to-Video       |
| Dead Rising                                                                        | 2016        | Dead Rising: Endgame                           | Dead Rising: Endgame                                                                                 | Realfilm                   | Direct-to-Video       |
| Dead Space                                                                         | 2008        | Dead Space: Downfall                           | Dead Space: Downfall                                                                                 | Zeichentrickfilm           | Direct-to-Video       |
| Dead Space                                                                         | 2011        | Dead Space: Aftermath                          | Dead Space: Aftermath                                                                                | Zeichentrickfilm           | Direct-to-Video       |
| Dead Trigger                                                                       | 2017        | Zombie Shooter                                 | Dead Trigger                                                                                         | Realfilm                   | Kinofilm              |
| Doom                                                                               | 2005        | Doom – Der Film                                | Doom                                                                                                 | Realfilm                   | Kinofilm              |
| Doom                                                                               | 2019        | Doom: Die Vernichtung                          | Doom: Annihilation                                                                                   | Realfilm                   | Direct-to-Video       |
| Double Dragon                                                                      | 1994        | Double Dragon – Die 5. Dimension               | Double Dragon                                                                                        | Realfilm                   | Kinofilm              |
| Dragon Age                                                                         | 2011        | keine Veröffentlichung im deutschen Raum       | Dragon Age: Redemption                                                                               | Realfilm                   | Webserie              |
| Dragon Age                                                                         | 2012        | Dragon Age: Dawn of the Seeker                 | ドラゴンエイジ -ブラッドメイジの聖戦-                                                                | Animationsfilm             | Direct-to-Video       |
| Dungeon Siege                                                                      | 2007        | Schwerter des Königs – Dungeon Siege           | In the Name of the King: A Dungeon Siege Tale                                                        | Realfilm                   | Kinofilm              |
| Dungeon Siege                                                                      | 2011        | Schwerter des Königs – Zwei Welten             | In the Name of the King 2: Two Worlds                                                                | Realfilm                   | Direct-to-Video       |
| Dungeon Siege                                                                      | 2014        | Schwerter des Königs – Die letzte Mission      | In The Name of the King 3: The Last Mission                                                          | Realfilm                   | Direct-to-Video       |
| Fallout                                                                            | 2024        | Fallout                                        | Fallout                                                                                              | Realfilm                   | Fernsehserie          |
| Far Cry                                                                            | 2008        | Far Cry                                        | Far Cry                                                                                              | Realfilm                   | Kinofilm              |
| Fatal Fury                                                                         | 1992        | keine Veröffentlichung im deutschen Raum       | Battle Fighters Garou Densetsu                                                                       | Animationsfilm             | Direct-to-Video       |
| Fatal Fury                                                                         | 1992        | keine Veröffentlichung im deutschen Raum       | Battle Fighters Garou Densetsu 2                                                                     | Animationsfilm             | Direct-to-Video       |
| Fatal Fury                                                                         | 1994        | keine Veröffentlichung im deutschen Raum       | Garou Densetsu                                                                                       | Animationsfilm             | Direct-to-Video       |
| Final Fantasy                                                                      | 1994        | keine Veröffentlichung im deutschen Raum       | ファイナルファンタジー                                                                               | Zeichentrickfilm           | Direct-to-Video       |
| Final Fantasy                                                                      | 2001        | Final Fantasy: Unlimited                       | ファイナルファンタジー：アンリミテッド                                                               | Zeichentrickfilm           | Fernsehserie          |
| Final Fantasy                                                                      | 2001        | Final Fantasy: Die Mächte in dir               | Final Fantasy: The Spirits Within                                                                    | Animationsfilm             | Kinofilm              |
| Final Fantasy                                                                      | 2005        | Final Fantasy VII: Advent Children             | ファイナルファンタジーVII アドベントチルドレン                                                       | Animationsfilm             | Kinofilm              |
| Final Fantasy                                                                      | 2005        | keine Veröffentlichung im deutschen Raum       | ラストオーダー -ファイナルファンタジーVII- Rasuto Ōdā -Fainaru Fantajī VII                           | Zeichentrickfilm           | Direct-to-Video       |
| Final Fantasy                                                                      | 2009        | keine Veröffentlichung im deutschen Raum       | デンゼルを中心としたオリジナルアニメ                                                                 | Zeichentrickfilm           | Direct-to-Video       |
| Final Fantasy                                                                      | 2016        | Kingsglaive: Final Fantasy XV                  | Kingsglaive: Final Fantasy XV                                                                        | Animationsfilm             | Kinofilm              |
| Five Nights at Freddy’s                                                            | 2023        | Five Nights at Freddy’s                        | Five Nights at Freddy’s                                                                              | Realfilm                   | Kinofilm              |
| Grand Turismo                                                                      | 2023        | Grand Turismo                                  | Grand Turismo                                                                                        | Realfilm                   | Kinofilm              |
| Halo                                                                               | 2010        | Halo Legends                                   | Halo Legends                                                                                         | sieben Animationskurzfilme | Direct-to-Video       |
| Halo                                                                               | 2012        | Halo 4: Forward Unto Dawn                      | Halo 4: Forward Unto Dawn                                                                            | Animations-Miniserie       | Webserie              |
| Halo                                                                               | 2014        | Halo: Nightfall                                | Halo: Nightfall                                                                                      | Realfilm                   | Film, Miniserie       |
| Heavenly Sword                                                                     | 2014        | Heavenly Sword                                 | Heavenly Sword                                                                                       | Animationsfilm             | Kinofilm              |
| Hitman                                                                             | 2007        | Hitman – Jeder stirbt alleine                  | Hitman                                                                                               | Realfilm                   | Kinofilm              |
| Hitman                                                                             | 2015        | Hitman: Agent 47                               | Hitman: Agent 47                                                                                     | Realfilm                   | Kinofilm              |
| It Came from the Desert                                                            | 2017        | It Came from the Desert                        | It Came from the Desert                                                                              | Realfilm                   |                       |
| Kanon                                                                              | 2002        | keine Veröffentlichung im deutschen Raum       | Kanon                                                                                                | Zeichentrick               | Fernsehserie          |
| Kanon                                                                              | 2006        | keine Veröffentlichung im deutschen Raum       | Kanon                                                                                                | Zeichentrick               | Fernsehserie          |
| Mass Effect                                                                        | 2012        | Mass Effect: Paragon Lost                      | Mass Effect: Paragon Lost                                                                            | Animationsfilm             | Direct-to-Video       |
| Max Payne                                                                          | 2008        | Max Payne                                      | Max Payne                                                                                            | Realfilm                   | Kinofilm              |
| Mega Man                                                                           | 1995        | Mega Man                                       | Mega Man                                                                                             | Zeichentrickfilm           | Fernsehserie          |
| Megaman Battle Network                                                             | 2002        | MegaMan NT Warrior                             | ロックマンエグゼ                                                                                     | Zeichentrickfilm           | Fernsehserie          |
| Minecraft                                                                          | 2025        | Ein Minecraft Film                             | A Minecraft Movie                                                                                    | Animationsfilm             | Kinofilm              |
| Monster Hunter                                                                     | 2020        | Monster Hunter                                 | Monster Hunter                                                                                       | Realfilm                   | Kinofilm              |
| Mortal Kombat                                                                      | 1995        | Mortal Kombat                                  | Mortal Kombat                                                                                        | Realfilm                   | Kinofilm              |
| Mortal Kombat                                                                      | 1995        | keine Veröffentlichung im deutschen Raum       | Mortal Kombat: Defenders of the Realm                                                                | Zeichentrickfilm           | Fernsehserie          |
| Mortal Kombat                                                                      | 1997        | Mortal Kombat 2 – Annihilation                 | Mortal Kombat: Annihilation                                                                          | Realfilm                   | Kinofilm              |
| Mortal Kombat                                                                      | 1998–1999   | Mortal Kombat: Conquest                        | Mortal Kombat: Konquest                                                                              | Realfilm                   | Fernsehserie          |
| Mortal Kombat                                                                      | 2021        | keine Veröffentlichung im deutschen Raum       | Mortal Kombat Legends: Battle of the Realms                                                          | Animationsfilm             | Direct-to-Video       |
| Mortal Kombat                                                                      | 2021        | Mortal Kombat                                  | Mortal Kombat                                                                                        | Realfilm                   | Kinofilm              |
| Need for Speed                                                                     | 2014        | Need for Speed                                 | Need for Speed                                                                                       | Realfilm                   | Kinofilm              |
| Payday 2                                                                           | 2016        | Payday 2 Web Series                            | Payday 2 Web Series                                                                                  | Realfilm                   | Webserie              |
| Pokémon                                                                            | 1998        | Pokémon – Der Film                             | 劇場版ポケットモンスター ミュウツーの逆襲                                                            | Zeichentrickfilm           | Kinofilm              |
| Pokémon                                                                            | 2019        | Pokémon Meisterdetektiv Pikachu                | Pokémon: Detective Pikachu                                                                           | Realfilm                   | Kinofilm              |
| Postal                                                                             | 2007        | Postal – Der Film                              | Postal                                                                                               | Realfilm                   | Kinofilm              |
| Prince of Persia                                                                   | 2010        | Prince of Persia: Der Sand der Zeit            | Prince of Persia: The Sands of Time                                                                  | Realfilm                   | Kinofilm              |
| Rampage                                                                            | 2018        | Rampage – Big Meets Bigger                     | Rampage                                                                                              | Realfilm                   | Kinofilm              |
| Ratchet & Clank                                                                    | 2016        | Ratchet & Clank                                | Ratchet & Clank                                                                                      | Animationsfilm             | Kinofilm              |
| Red Faction                                                                        | 2011        | Red Faction – Die Rebellen                     | Red Faction: Origins                                                                                 | Realfilm                   | Fernsehfilm           |
| Resident Evil                                                                      | 2000        | keine Veröffentlichung im deutschen Raum       | Biohazard 4D–Executer                                                                                | Animationsfilm             | Kinofilm              |
| Resident Evil                                                                      | 2001        | keine Veröffentlichung im deutschen Raum       | Resident Evil: Wesker's Report                                                                       | Animationsfilm             | Direct-to-Video       |
| Resident Evil                                                                      | 2002        | Resident Evil                                  | Resident Evil                                                                                        | Realfilm                   | Kinofilm              |
| Resident Evil                                                                      | 2004        | Resident Evil: Apocalypse                      | Resident Evil: Apocalypse                                                                            | Realfilm                   | Kinofilm              |
| Resident Evil                                                                      | 2007        | Resident Evil: Extinction                      | Resident Evil: Extinction                                                                            | Realfilm                   | Kinofilm              |
| Resident Evil                                                                      | 2008        | Resident Evil: Degeneration                    | バイオハザード: ディジェネレーション                                                                 | Animationsfilm             | Kinofilm              |
| Resident Evil                                                                      | 2010        | Resident Evil: Afterlife                       | Resident Evil: Afterlife                                                                             | Realfilm                   | Kinofilm              |
| Resident Evil                                                                      | 2012        | Resident Evil: Retribution                     | Resident Evil: Retribution                                                                           | Realfilm                   | Kinofilm              |
| Resident Evil                                                                      | 2012        | Resident Evil: Damnation                       | バイオハザード: ダムネーション                                                                       | Animationsfilm             | Direct-to-Video       |
| Resident Evil                                                                      | 2016        | Resident Evil: The Final Chapter               | Resident Evil: The Final Chapter                                                                     | Realfilm                   | Kinofilm              |
| Resident Evil                                                                      | 2017        | Resident Evil: Vendetta                        | バイオハザード: ヴェンデッタ                                                                         | Animationsfilm             | Direct-to-Video       |
| Resident Evil                                                                      | 2021        | Resident Evil: Infinite Darkness               | バイオハザード: インフィニット ダークネス                                                            | Animationsfilm             | Webserie              |
| Resident Evil                                                                      | 2021        | Resident Evil: Welcome to Raccoon City         | Resident Evil: Welcome to Raccoon City                                                               | Realfilm                   | Kinofilm              |
| Resident Evil                                                                      | 2023        | Resident Evil: Death Island                    | バイオハザード: デスアイランド                                                                       | Animationsfilm             | N/A                   |
| Samurai Shodown                                                                    | 1994        | keine Veröffentlichung im deutschen Raum       | Samurai Spirits: Haten gôma no shô                                                                   | Animationsfilm             | Direct-to-Video       |
| Shenmue                                                                            | 2001        | keine Veröffentlichung im deutschen Raum       | シェンムー・ザ・ムービー                                                                             | Animationsfilm             | Kinofilm              |
| Silent Hill                                                                        | 2006        | Silent Hill                                    | Silent Hill                                                                                          | Realfilm                   | Kinofilm              |
| Silent Hill                                                                        | 2012        | Silent Hill: Revelation                        | Silent Hill: Revelation                                                                              | Realfilm                   | Kinofilm              |
| Sonic the Hedgehog                                                                 | 1993–1994   | Sonic der irre Igel                            | Sonic the Hedgehog                                                                                   | Zeichentrick               | Fernsehserie          |
| Sonic the Hedgehog                                                                 | 1993 (1996) | Sonic der irre Igel                            | Adventures of Sonic the Hedgehog                                                                     | Zeichentrick               | Fernsehserie          |
| Sonic the Hedgehog                                                                 | 1996        | keine Veröffentlichung im deutschen Raum       | ソニック・ザ・ヘッジホッグ Sonikku za Hejjihoggu                                                     | Zeichentrick               | Direct-to-Video       |
| Sonic the Hedgehog                                                                 | 1999–2000   | Sonic Underground                              | Sonic Underground                                                                                    | Zeichentrick               | Fernsehserie          |
| Sonic the Hedgehog                                                                 | 2003–2005   | Sonic X                                        | ソニックX                                                                                            | Zeichentrick               | Fernsehserie          |
| Sonic the Hedgehog                                                                 | 2008        | keine Veröffentlichung im deutschen Raum       | SONIC: NIGHT OF THE WEREHOG ~ソニック&チップ 恐怖の館~                                               | Animationsfilm             |                       |
| Sonic the Hedgehog                                                                 | 2020        | Sonic the Hedgehog                             | Sonic the Hedgehog                                                                                   | Realfilm mit CGI-Charakter | Kinofilm              |
| Sonic the Hedgehog                                                                 | 2022        | Sonic the Hedgehog 2                           | Sonic the Hedgehog 2                                                                                 | Realfilm mit CGI-Charakter | Kinofilm              |
| Sonic the Hedgehog                                                                 | 2024        | Sonic the Hedgehog 3                           | Sonic the Hedgehog 3                                                                                 | Realfilm mit CGI-Charakter | Kinofilm              |
| Street Fighter                                                                     | 1993        | keine Veröffentlichung im deutschen Raum       | 超級學校霸王 Chāojí Xuéxiào Bàwàng                                                                   | Realfilm                   |                       |
| Street Fighter                                                                     | 1994        | Street Fighter – Die entscheidende Schlacht    | Street Fighter: The Movie                                                                            | Realfilm                   | Kinofilm              |
| Street Fighter                                                                     | 1994        | Street Fighter II – The Animated Movie         | ストリートファイターII MOVIE                                                                         | Zeichentrickfilm           | Direct-to-Video       |
| Street Fighter                                                                     | 1995        | keine Veröffentlichung im deutschen Raum       | ストリートファイターII V Sutorīto Faitā Tsū Bui                                                      | Zeichentrickfilm           | Fernsehserie          |
| Street Fighter                                                                     | 1999        | keine Veröffentlichung im deutschen Raum       | ストリートファイターZERO                                                                             | Zeichentrickfilm           | Direct-to-Video       |
| Street Fighter                                                                     | 2005        | Street Fighter Zero 2                          | ストリートファイターZERO 2                                                                           | Zeichentrickfilm           | Direct-to-Video       |
| Street Fighter                                                                     | 2009        | Street Fighter: The Legend of Chun-Li          | Street Fighter: The Legend of Chun-Li                                                                | Realfilm                   | Direct-to-Video       |
| Super Mario                                                                        | 1986        | keine Veröffentlichung im deutschen Raum       | スーパーマリオブラザーズ ピーチ姫救出大作戦! Sûpâ Mario Burazâzu.: Pîchi-hime kyushutsu dai sakusen! | Zeichentrickfilm           | Kinofilm              |
| Super Mario                                                                        | 1989        | Joy Stick Heroes                               | The Wizard                                                                                           | Realfilm                   | Kinofilm              |
| Super Mario                                                                        | 1989        | Die Super Mario Brothers Super Show            | The Super Mario Bros. Super Show!                                                                    | Zeichentrickfilm           | Fernsehserie          |
| Super Mario                                                                        | 1993        | Super Mario Bros.                              | Super Mario Bros.                                                                                    | Realfilm                   | Kinofilm              |
| Super Mario                                                                        | 2023        | Der Super Mario Bros. Film                     | The Super Mario Bros. Movie                                                                          | Animationsfilm             | Kinofilm              |
| Tekken                                                                             | 1998        | Tekken: Die Eiserne Faust!                     | 鉄拳 -TEKKEN-                                                                                        | Zeichentrickfilm           | Direct-to-Video       |
| Tekken                                                                             | 2010        | Tekken                                         | Tekken                                                                                               | Realfilm                   | Kinofilm              |
| Tekken                                                                             | 2011        | Tekken: Blood Vengeance                        | 鉄拳 ブラッド・ベンジェンス                                                                          | Animationsfilm             | Direct-to-Video       |
| Tekken                                                                             | 2014        | Tekken 2: Kazuya’s Revenge                     | Tekken 2: Kazuya’s Revenge                                                                           | Realfilm                   | Direct-to-Video       |
| The House of the Dead                                                              | 2003        | House of the Dead                              | House of the Dead                                                                                    | Realfilm                   | Kinofilm              |
| The House of the Dead                                                              | 2005        | House of the Dead II                           | House of the Dead 2                                                                                  | Realfilm                   | Kinofilm              |
| The King of Fighters                                                               | 2005–2006   | The King of Fighters: Another Day              | The King of Fighters: Another Day                                                                    | Zeichentrick               | Webserie              |
| The King of Fighters                                                               | 2010        | The King of Fighters                           | The King of Fighters                                                                                 | Realfilm                   | Kinofilm              |
| The Last of Us                                                                     | 2023        | The Last of Us                                 | The Last of Us                                                                                       | Realfilm                   | Fernsehserie          |
| The OneChanbara                                                                    | 2008        | Zombie Killer – Sharp as a Sword, Sexy as Hell | お姉チャンバラ THE MOVIE                                                                             | Realfilm                   | Direct-to-Video       |
| The OneChanbara                                                                    | 2009        | Zombie Killer: Vortex                          | お姉チャンバラ THE MOVIE vorteX                                                                      | Realfilm                   | Direct-to-Video       |
| Tomb Raider                                                                        | 2001        | Lara Croft: Tomb Raider                        | Lara Croft: Tomb Raider                                                                              | Realfilm                   | Kinofilm              |
| Tomb Raider                                                                        | 2003        | Lara Croft: Tomb Raider – Die Wiege des Lebens | Lara Croft Tomb Raider: The Cradle of Life                                                           | Realfilm                   | Kinofilm              |
| Tomb Raider                                                                        | 2018        | Tomb Raider                                    | Tomb Raider                                                                                          | Realfilm                   | Kinofilm              |
| Twisted Metal                                                                      | 2023        | Twisted Metal                                  | Twisted Metal                                                                                        | Realfilm                   | Fernsehserie          |
| Uncharted                                                                          | 2022        | Uncharted                                      | Uncharted                                                                                            | Realfilm                   | Kinofilm              |
| Verschiedene u. a. Donkey Kong, Kid Icarus, Mega Man, Metroid, The Legend of Zelda | 1989        | Captain N                                      | Captain N: The Game Master                                                                           | Zeichentrickfilm           | Fernsehserie          |
| Warcraft                                                                           | 2016        | Warcraft: The Beginning                        | Warcraft                                                                                             | Realfilm                   | Kinofilm              |
| Werewolves Within                                                                  | 2021        | Werewolves Within                              | Werewolves Within                                                                                    | Realfilm                   | Kinofilm              |
| Wing Commander                                                                     | 1996        | Wing Commander Academy                         | Wing Commander Academy                                                                               | Zeichentrickfilm           | Fernsehserie          |
| Wing Commander                                                                     | 1999        | Wing Commander                                 | Wing Commander                                                                                       | Realfilm                   | Kinofilm              |
| Yakuza                                                                             | 2006        | keine Veröffentlichung im deutschen Raum       | 龍が如く 〜序章〜 Ryū ga Gotoku ~ Joshō ~                                                            | Realfilm                   | Direct-to-Video       |
| Yakuza                                                                             | 2007        | Like a Dragon                                  | 龍が如く 劇場版                                                                                      | Realfilm                   | Kinofilm              |
| Zombie Massacre                                                                    | 2013        | Zombie Massacre                                | Zombie Massacre                                                                                      | Realfilm                   | Direct-to-Video       |
| Zombie Massacre                                                                    | 2015        | Zombie Massacre 2: Reich of the Dead           | Zombie Massacre 2: Reich of the Dead                                                                 | Realfilm                   | Direct-to-Video       |